# Association Sportive Capoise
L'Association Sportive Capoise és un club haitià de futbol de la ciutat de Cap-Haïtien.
Va ser fundat el 1930.

## Palmarès
- Coupe Vincent: [4]
  - 1937-38

- Campionat Nacional: [4]
  - 1997, 2017 Cl, 2018 Ob

- Copa haitiana de futbol: [5]
  - 2009, 2011

- Trophée des Champions d'Haïti: [5]
  - 2017, 2018